# Simulium perplexum
Simulium perplexum es una especie de insecto del género Simulium, familia Simuliidae, orden Diptera.
Fue descrita científicamente por Shelley, Maia-Herzog & Luna Dias, 1989.